# Macarena Olona Choclán
Macarena Olona Choclán (Alacant, 14 de maig de 1979) és una advocada i política espanyola, ex-membre de Vox. Ha sigut portaveu i secretària general del grup parlamentari del seu partit al Congrés dels Diputats.

## Biografia
Nascuda a Alacant en una família monoparental que es dedica al negoci immobiliari, neta de l'empresari Felipe Choclán va estudiar als Jesuïtes d'Alacant i posteriorment es va llicenciar en Dret per la Universitat d'Alacant l'any 2003 amb premi extraordinari i va ingressar al Cos Superior d'Advocats de l'Estat el 2009. Va començar la seva carrera com a funcionària a Burgos el 2011, i entre 2013 i 2018 va ser advocada titular de l'Estat al País Basc. En l'àmbit familiar, Olona Choclán és divorciada i mare d'un fill. El març de 2020 es confirmà la seva infecció per SARS-CoV-2 durant l'inici de la pandèmia del coronavirus.
Defensora dels cossos i forces de seguretat de l'Estat, va aconseguir que absolguessin quatre guàrdies civils acusats de torturar. Una altra de les seves accions com a advocada de l'Estat al País Basc va ser denunciar tots els ajuntaments de Guipúscoa menys un per no posar la Bandera d'Espanya. És per aquest motiu que el 2017 el PNV va demanar la seva destitució com a condició per aprovar els pressupostos de Mariano Rajoy d'aquell any. Traslladada a la secretaria general de Mercasa l'agost de 2017, l'any següent va col·laborar a destapar el cas Mercasa que implicava PP i PSOE en el pagament de comissions il·lícites milionàries i sobrecostos de més del 300% en contractes a proveïdors. L'1 d'octubre del 2018 el Govern de Pedro Sánchez va cessar el president i en va nomenar un altre, José Ramón Sempere, i deu dies després ell va fer fora Olona. Aquesta se sentí traïda per PP i PSOE i fou llavors quan Vox la va contactar. També es va centrar en processos concursals que tinguessin com a benefactors a càrrecs del Partit Nacionalista Basc. És coneguda per les seves crítiques virulentes al govern de Pedro Sánchez, al qual ha acusat de «genocida» per la seva gestió de la Pandèmia de COVID-19 o de voler imposar el «model chavista» veneçolà a Espanya.S'oposa a les lleis sobre la violència de gènere o dels drets LGBT.
A les eleccions d'abril de 2019 va ser escollida diputada al Congrés dels Diputats de la XIII legislatura per la circumscripció de Granada. i després reelegida a les eleccions generals de novembre de 2019. En ambdós casos representà la província de Granada. Posteriorment, la primavera de 2022 va ser escollida candidata a la Presidència de la Junta d'Andalusia per Vox per a les eleccions al Parlament andalús del 19 de juny d'aquell any en les que Juan Manuel Moreno Bonilla va obtenir majoria absoluta i Olona va obtenir dos escons més per al seu partit. Pocs dies després de ser investida diputada al Parlament andalús, va anunciar que es retirava de la política, al·legant motius de salut.
El 31 de maig del 2023 va tornar a la política per concórrer a les eleccions generals espanyoles de 2023 amb la creació d'un nou partit polític anomenat Caminando Juntos, que no va obtenir representació.